# Notodden Fotballklubb 2019
Questa voce raccoglie le informazioni riguardanti il Notodden Fotballklubb nelle competizioni ufficiali della stagione 2019.

## Stagione
Il Notodden ha chiuso la stagione al 14º posto finale, dovendo così affrontare lo spareggio con l'Åsane per difendere la propria partecipazione alla 1. divisjon. Nel doppio confronto, l'Åsane ha avuto la meglio con il punteggio complessivo di 5-3, determinando quindi la retrocessione del Notodden in 2. divisjon.
I calciatori più utilizzati in stagione sono stati André Bakke e Martin Brekke, a quota 32 presenze ciascuno. Martin Brekke è stato anche il miglior marcatore stagionale della squadra, con 8 reti realizzate.

## Rosa
| N. |                        | Ruolo | Calciatore             |
| -- | ---------------------- | ----- | ---------------------- |
| 1  | Svezia (bandiera)      | P     | Jonathan Johansson     |
| 2  | Norvegia (bandiera)    | D     | Even Parkstad Johansen |
| 3  | Norvegia (bandiera)    | D     | Christian Borchgrevink |
| 4  | Norvegia (bandiera)    | D     | Martin Strange         |
| 5  | Norvegia (bandiera)    | D     | Steffen Jenssen        |
| 6  | Inghilterra (bandiera) | D     | Michael Ledger         |
| 7  | Norvegia (bandiera)    | D     | Borgar Velta           |
| 8  | Norvegia (bandiera)    | C     | Henrik Gustavsen       |
| 9  | Norvegia (bandiera)    | A     | Martin Brekke          |
| 10 | Norvegia (bandiera)    | A     | Erik Midtgarden        |
| 11 | Norvegia (bandiera)    | C     | Martin Holmen          |
| 12 | Norvegia (bandiera)    | P     | Espen Vasby            |
| 14 | Norvegia (bandiera)    | D     | Morten Renå Olsen      |

| N. |                         | Ruolo | Calciatore          |
| -- | ----------------------- | ----- | ------------------- |
| 15 | Norvegia (bandiera)     | D     | Espen Mogen Hagen   |
| 17 | Portogallo (bandiera)   | C     | Filipe Ferreira     |
| 18 | Inghilterra (bandiera)  | D     | Josh Robson         |
| 20 | Sierra Leone (bandiera) | C     | Alfred Sankoh       |
| 20 | Nigeria (bandiera)      | C     | Ibrahim Abubakar    |
| 21 | Norvegia (bandiera)     | D     | Kjetil Holand Tøsse |
| 22 | Norvegia (bandiera)     | A     | André Bakke         |
| 23 | Paesi Bassi (bandiera)  | C     | Gaston Salasiwa     |
| 24 | Norvegia (bandiera)     | A     | Magnus Langset      |
| 25 | Norvegia (bandiera)     | A     | Sebastian Hansen    |
| 27 | Norvegia (bandiera)     | A     | Erlend Hustad       |
| 30 | Norvegia (bandiera)     | P     | Bror Ness Grøtterud |
| 33 | Nigeria (bandiera)      | A     | Marco Tagbajumi     |

## Calciomercato

### Sessione invernale(dal 09/01 al 01/04)
| Arrivi | Arrivi           | Arrivi    | Arrivi   |
| R.     | Nome             | da        | Modalità |
| ------ | ---------------- | --------- | -------- |
| C      | Ibrahim Abubakar | HamKam    | prestito |
| A      | Sebastian Hansen | Mjøndalen | prestito |

| Partenze | Partenze               | Partenze     | Partenze      |
| R.       | Nome                   | a            | Modalità      |
| -------- | ---------------------- | ------------ | ------------- |
| D        | Jonathan Asp           |              | svincolato    |
| D        | Calvin Mac-Intosch     |              | svincolato    |
| D        | Jeffrey Pérez          |              | svincolato    |
| C        | Mathias Berg Gjerstrøm | Strømsgodset | fine prestito |
| A        | Amani Mbedule          | Sarpsborg 08 | fine prestito |

### Tra le due sessioni
| Arrivi | Arrivi                 | Arrivi    | Arrivi   |
| R.     | Nome                   | da        | Modalità |
| ------ | ---------------------- | --------- | -------- |
| P      | Bror Ness Grøtterud    | Leknes    | prestito |
| D      | Christian Borchgrevink | Vålerenga | prestito |
| D      | Morten Renå Olsen      | Stabæk    | prestito |

| Partenze | Partenze               | Partenze  | Partenze      |
| R.       | Nome                   | a         | Modalità      |
| -------- | ---------------------- | --------- | ------------- |
| D        | Christian Borchgrevink | Vålerenga | fine prestito |

### Sessione estiva(dal 01/08 al 31/08)
| Arrivi | Arrivi          | Arrivi | Arrivi     |
| R.     | Nome            | da     | Modalità   |
| ------ | --------------- | ------ | ---------- |
| A      | Magnus Langset  | Molde  | prestito   |
| A      | Marco Tagbajumi |        | svincolato |

| Partenze | Partenze         | Partenze | Partenze      |
| R.       | Nome             | a        | Modalità      |
| -------- | ---------------- | -------- | ------------- |
| C        | Ibrahim Abubakar | HamKam   | fine prestito |
| A        | Erlend Hustad    | Brann    | definitivo    |

### Dopo la sessione estiva
| Arrivi | Arrivi        | Arrivi | Arrivi     |
| R.     | Nome          | da     | Modalità   |
| ------ | ------------- | ------ | ---------- |
| C      | Alfred Sankoh |        | svincolato |

| Partenze | Partenze | Partenze | Partenze |
| R.       | Nome     | a        | Modalità |
| -------- | -------- | -------- | -------- |

## Risultati

### 1. divisjon

#### Girone di andata
| Arbitro: | Sandvold |

|                  |           |  |
| Güven 40’ (rig.) | Marcatori |  |

| Arbitro: | Moen |

|                     |           |              |
| Salasiwa 61’ (rig.) | Marcatori | 14’ Tavakoli |

| Arbitro: | Følstad Skarsem |

|                                        |           |           |
| Ndour 51’, 62’ Ramsland 77’ Haugen 82’ | Marcatori | 12’ Bakke |

| Arbitro: | Hansen Grøtta |

|                                   |           |            |
| Wichmann 2’, 45’ (rig.) Anene 90’ | Marcatori | 87’ Brekke |

| Arbitro: | Medic |

|  |           |              |
|  | Marcatori | 53’ Hatlehol |

| Arbitro: | Følstad Skarsem |

|  |           |                                        |
|  | Marcatori | 28’ Borchgrevink 79’ Parkstad Johansen |

| Arbitro: | Bodding |

|              |           |                      |
| Salasiwa 45’ | Marcatori | 2’ Sildnes 90’ Mendy |

| Arbitro: | Lien |

|                                            |           |            |
| Normann Hansen 17’, 68’ Retsius Grødem 46’ | Marcatori | 51’ Hustad |

| Arbitro: | Koløy |

|  |           |                     |
|  | Marcatori | 90’ Belli Moldskred |

| Arbitro: | Hauge |

|                                        |           |            |
| Kastrati 34’ Øby 42’ Mawa 64’ Brix 73’ | Marcatori | 32’ Brekke |

| Arbitro: | Røvig Sletner |

|  |           |                      |
|  | Marcatori | 31’ Rufo 87’ Storbæk |

| Arbitro: | Amland |

|  |           |                                        |
|  | Marcatori | 22’ Holand Tøsse 25’ Brekke 90’ Hustad |

| Arbitro: | Lien |

|                                            |           |  |
| Brekke 16’ Bakke 55’ Parkstad Johansen 62’ | Marcatori |  |

| Arbitro: | Medic |

|                    |           |                       |
| Dang 79’ Sande 82’ | Marcatori | 37’ Parkstad Johansen |

| Arbitro: | Aslam |

|  |           |                                                       |
|  | Marcatori | 1’, 47’ (rig.) Kapidžić 51’ (aut.) Ledger 87’ Eriksen |

#### Girone di ritorno
| Arbitro: | Bodding |

|                     |           |                                                    |
| Belli Moldskred 87’ | Marcatori | 15’, 68’ Brekke 38’ (rig.) Salasiwa 53’ Midtgarden |

| Arbitro: | Sinnes |

|             |           |                                           |
| Jenssen 15’ | Marcatori | 22’ Hoven 78’ (rig.) Soltvedt 81’ Schulze |

| Arbitro: | Koløy |

|             |           |             |
| Norheim 37’ | Marcatori | 66’ Strange |

| Arbitro: | Røvig Sletner |

|                          |           |                                |
| Jenssen 8’ Tagbajumi 55’ | Marcatori | 30’ Hustad 56’ Heggebø 68’ Aas |

| Hamar 25 agosto 2019, ore 15:00 20ª giornata                             | HamKam    | 1 – 2 referto         | Notodden | Briskeby (1.482 spett.) |
| \| \| \| \| \| Nymo Matland 45’ \| Marcatori \| 7’ Ledger 85’ Jenssen \| |           |                       |          |                         |
|                                                                          |           |                       |          |                         |
| Nymo Matland 45’                                                         | Marcatori | 7’ Ledger 85’ Jenssen |          |                         |

| Notodden 1º settembre 2019, ore 18:00 21ª giornata        | Notodden  | 1 – 1 referto | KFUM Oslo | Idrettsparken (438 spett.) |
| \| \| \| \| \| Brekke 20’ \| Marcatori \| 79’ Tavakoli \| |           |               |           |                            |
|                                                           |           |               |           |                            |
| Brekke 20’                                                | Marcatori | 79’ Tavakoli  |           |                            |

| Arbitro: | Moen |

|             |           |  |
| Holmvik 78’ | Marcatori |  |

| Arbitro: | Kjensli (Oslo) |

|                      |           |  |
| Bakke 29’ Brekke 87’ | Marcatori |  |

| Arbitro: | Bodding |

|                              |           |              |
| Agdestein 4’ Castro 53’, 69’ | Marcatori | 6’ Tagbajumi |

| Arbitro: | Røvig Sletner |

|               |           |              |
| Gustavsen 28’ | Marcatori | 55’ Håbestad |

| Notodden 6 ottobre 2019, ore 18:00 26ª giornata | Notodden | 0 – 0 referto | Ullensaker/Kisa | Idrettsparken (427 spett.)\| Arbitro: \| Lien \| |
| Arbitro:                                        | Lien     |               |                 |                                                  |

| Arbitro: | Hauge |

|                                            |           |  |
| Høibråten 56’ Holmen 64’ (aut.) Vallés 81’ | Marcatori |  |

| Arbitro: | Higraff |

|                                              |           |                              |
| Arntzen 11’ (aut.) Tagbajumi 45’ Jenssen 45’ | Marcatori | 30’ Braaten 51’, 78’ Lysvoll |

| Arbitro: | Amland |

|                             |           |                   |
| Buduson 20’ Nunez Godoy 45’ | Marcatori | 39’, 90’ Salasiwa |

| Arbitro: | Bodding |

|  |           |                   |
|  | Marcatori | 27’, 57’ Ramsland |

#### Qualificazioni alla 1. divisjon
| Notodden 21 novembre 2019, ore 19:00 Gara 3                                     | Notodden  | 1 – 3 referto                   | Åsane | Optime Arena (468 spett.) |
| \| \| \| \| \| Tagbajumi 21’ \| Marcatori \| 24’ Nygard 34’, 54’ Hammersland \| |           |                                 |       |                           |
|                                                                                 |           |                                 |       |                           |
| Tagbajumi 21’                                                                   | Marcatori | 24’ Nygard 34’, 54’ Hammersland |       |                           |

| Åsane 24 novembre 2019, ore 14:00 Gara 4                                      | Åsane     | 2 – 2 referto          | Notodden | Åsane Arena (802 spett.) |
| \| \| \| \| \| Hammersland 20’, 80’ \| Marcatori \| 6’ Bakke 25’ Gustavsen \| |           |                        |          |                          |
|                                                                               |           |                        |          |                          |
| Hammersland 20’, 80’                                                          | Marcatori | 6’ Bakke 25’ Gustavsen |          |                          |

### Norgesmesterskapet
| Arbitro: | Haga |

|  |           |                        |
|  | Marcatori | 4’ Hustad 86’ Abubakar |

| Arbitro: | Rodahl Dokset |

|                        |           |           |
| Berg 23’ Ifejilika 90’ | Marcatori | 5’ Ledger |

## Statistiche

### Statistiche di squadra
| Competizione           | Punti | In casa | In casa | In casa | In casa | In casa | In casa | In trasferta | In trasferta | In trasferta | In trasferta | In trasferta | In trasferta | Totale | Totale | Totale | Totale | Totale | Totale | DR  |
| Competizione           | Punti | G       | V       | N       | P       | Gf      | Gs      | G            | V            | N            | P            | Gf           | Gs           | G      | V      | N      | P      | Gf     | Gs     | DR  |
| ---------------------- | ----- | ------- | ------- | ------- | ------- | ------- | ------- | ------------ | ------------ | ------------ | ------------ | ------------ | ------------ | ------ | ------ | ------ | ------ | ------ | ------ | --- |
| 1. divisjon            | 25    | 15      | 2       | 5       | 8       | 15      | 24      | 15           | 4            | 2            | 9            | 20           | 29           | 30     | 6      | 7      | 17     | 35     | 53     | -18 |
| Qual. alla 1. divisjon | -     | 1       | 0       | 0       | 1       | 1       | 3       | 1            | 0            | 1            | 0            | 2            | 2            | 2      | 0      | 1      | 1      | 3      | 5      | -2  |
| Norgesmesterskapet     | -     | 0       | 0       | 0       | 0       | 0       | 0       | 2            | 1            | 0            | 1            | 3            | 2            | 2      | 1      | 0      | 1      | 3      | 2      | +1  |
| Totale                 | -     | 16      | 2       | 5       | 9       | 16      | 27      | 18           | 5            | 3            | 10           | 25           | 33           | 34     | 7      | 8      | 19     | 41     | 60     | -29 |

### Andamento in campionato
| Giornata  | 1  | 2  | 3  | 4  | 5  | 6  | 7  | 8  | 9  | 10 | 11 | 12 | 13 | 14 | 15 | 16 | 17 | 18 | 19 | 20 | 21 | 22 | 23 | 24 | 25 | 26 | 27 | 28 | 29 | 30 |
| --------- | -- | -- | -- | -- | -- | -- | -- | -- | -- | -- | -- | -- | -- | -- | -- | -- | -- | -- | -- | -- | -- | -- | -- | -- | -- | -- | -- | -- | -- | -- |
| Luogo     | T  | C  | T  | T  | C  | T  | C  | T  | C  | T  | C  | T  | C  | T  | C  | T  | C  | T  | C  | T  | C  | T  | C  | T  | C  | C  | T  | C  | T  | C  |
| Risultato | P  | N  | P  | P  | P  | V  | P  | P  | P  | P  | P  | V  | V  | P  | P  | V  | P  | N  | P  | V  | N  | P  | V  | P  | N  | N  | P  | N  | N  | P  |
| Posizione | 11 | 12 | 14 | 14 | 15 | 13 | 13 | 14 | 14 | 15 | 15 | 15 | 14 | 14 | 15 | 15 | 15 | 15 | 15 | 13 | 13 | 13 | 13 | 13 | 13 | 13 | 14 | 14 | 14 | 14 |

Fonte:  OBOS-ligaen 2019, su altomfotball.no, Altomfotball.
Legenda:

Luogo: C = Casa; T = Trasferta. Risultato: V = Vittoria; N = Pareggio; P = Sconfitta.

### Statistiche dei giocatori
| Giocatore            | 1. divisjon | 1. divisjon | 1. divisjon | 1. divisjon | Norgesmesterskapet | Norgesmesterskapet | Norgesmesterskapet | Norgesmesterskapet | Coppe europee | Coppe europee | Coppe europee | Coppe europee | Qual. alla 1. divisjon | Qual. alla 1. divisjon | Qual. alla 1. divisjon | Qual. alla 1. divisjon | Totale   | Totale | Totale      | Totale     |
| Giocatore            | Presenze    | Reti        | Ammonizioni | Espulsioni  | Presenze           | Reti               | Ammonizioni        | Espulsioni         | Presenze      | Reti          | Ammonizioni   | Espulsioni    | Presenze               | Reti                   | Ammonizioni            | Espulsioni             | Presenze | Reti   | Ammonizioni | Espulsioni |
| -------------------- | ----------- | ----------- | ----------- | ----------- | ------------------ | ------------------ | ------------------ | ------------------ | ------------- | ------------- | ------------- | ------------- | ---------------------- | ---------------------- | ---------------------- | ---------------------- | -------- | ------ | ----------- | ---------- |
| I. Abubakar          | 13          | 0           | 4           | 1           | 2                  | 1                  | 0                  | 0                  |               |               |               |               | -                      | -                      | -                      | -                      | 15       | 1      | 4           | 1          |
| A. Bakke             | 30          | 3           | 3           | 0           | 1                  | 0                  | 0                  | 0                  |               |               |               |               | 1                      | 1                      | 0                      | 0                      | 32       | 4      | 3           | 0          |
| C. Borchgrevink      | 7           | 1           | 1           | 0           | 1                  | 0                  | 0                  | 0                  |               |               |               |               | -                      | -                      | -                      | -                      | 8        | 1      | 1           | 0          |
| M. Brekke            | 29          | 8           | 4           | 0           | 1                  | 0                  | 1                  | 0                  |               |               |               |               | 2                      | 0                      | 0                      | 0                      | 32       | 8      | 5           | 0          |
| F. Ferreira          | 2           | 0           | 1           | 0           | 0                  | 0                  | 0                  | 0                  |               |               |               |               | 0                      | 0                      | 0                      | 0                      | 2        | 0      | 1           | 0          |
| H. Gustavsen         | 27          | 1           | 4           | 0           | 1                  | 0                  | 0                  | 0                  |               |               |               |               | 2                      | 1                      | 0                      | 1                      | 30       | 2      | 4           | 1          |
| S. Hansen            | 18          | 0           | 0           | 0           | 2                  | 0                  | 0                  | 0                  |               |               |               |               | 1                      | 0                      | 0                      | 0                      | 21       | 0      | 0           | 0          |
| K. Holand Tøsse      | 27          | 1           | 2           | 0           | 1                  | 0                  | 0                  | 0                  |               |               |               |               | 2                      | 0                      | 0                      | 0                      | 30       | 1      | 2           | 0          |
| M. Holmen            | 27          | 0           | 4           | 0           | 1                  | 0                  | 0                  | 0                  |               |               |               |               | 2                      | 0                      | 1                      | 0                      | 30       | 0      | 5           | 0          |
| E. Hustad            | 11          | 2           | 3           | 1           | 2                  | 1                  | 0                  | 0                  |               |               |               |               | -                      | -                      | -                      | -                      | 13       | 3      | 3           | 1          |
| S. Jenssen           | 25          | 4           | 3           | 0           | 0                  | 0                  | 0                  | 0                  |               |               |               |               | 2                      | 0                      | 1                      | 0                      | 27       | 4      | 4           | 0          |
| J. Johansson         | 10          | -20         | 1           | 0           | 0                  | 0                  | 0                  | 0                  |               |               |               |               | 0                      | 0                      | 0                      | 0                      | 10       | -20    | 1           | 0          |
| M. Langset           | 4           | 0           | 0           | 0           | -                  | -                  | -                  | -                  |               |               |               |               | 1                      | 0                      | 0                      | 0                      | 5        | 0      | 0           | 0          |
| M. Ledger            | 23          | 1           | 3           | 0           | 1                  | 1                  | 0                  | 0                  |               |               |               |               | 1                      | 0                      | 0                      | 0                      | 25       | 2      | 3           | 0          |
| E. Midtgarden        | 17          | 1           | 1           | 0           | 2                  | 0                  | 0                  | 0                  |               |               |               |               | 2                      | 0                      | 0                      | 0                      | 21       | 1      | 1           | 0          |
| E. Mogen Hagen       | 1           | 0           | 0           | 0           | 1                  | 0                  | 0                  | 0                  |               |               |               |               | 0                      | 0                      | 0                      | 0                      | 2        | 0      | 0           | 0          |
| B. Ness Grøtterud    | 0           | 0           | 0           | 0           | -                  | -                  | -                  | -                  |               |               |               |               | 0                      | 0                      | 0                      | 0                      | 0        | 0      | 0           | 0          |
| E. Parkstad Johansen | 20          | 3           | 5           | 0           | 2                  | 0                  | 0                  | 0                  |               |               |               |               | 1                      | 0                      | 0                      | 0                      | 23       | 3      | 5           | 0          |
| M. Renå Olsen        | 24          | 0           | 4           | 1           | 1                  | 0                  | 0                  | 0                  |               |               |               |               | 1                      | 0                      | 0                      | 0                      | 26       | 0      | 4           | 1          |
| J. Robson            | 23          | 0           | 4           | 0           | 1                  | 0                  | 0                  | 0                  |               |               |               |               | 1                      | 0                      | 0                      | 0                      | 25       | 0      | 4           | 0          |
| G. Salasiwa          | 25          | 5           | 5           | 0           | 2                  | 0                  | 0                  | 0                  |               |               |               |               | 2                      | 0                      | 1                      | 0                      | 29       | 5      | 6           | 0          |
| A. Sankoh            | 7           | 0           | 3           | 0           | -                  | -                  | -                  | -                  |               |               |               |               | 1                      | 0                      | 0                      | 1                      | 8        | 0      | 3           | 1          |
| M. Strange           | 14          | 1           | 1           | 0           | 1                  | 0                  | 0                  | 0                  |               |               |               |               | 1                      | 0                      | 0                      | 0                      | 16       | 1      | 1           | 0          |
| M. Tagbajumi         | 12          | 3           | 5           | 0           | -                  | -                  | -                  | -                  |               |               |               |               | 2                      | 1                      | 2                      | 0                      | 14       | 4      | 7           | 0          |
| E. Vasby             | 20          | -33         | 0           | 0           | 2                  | -2                 | 0                  | 0                  |               |               |               |               | 2                      | -5                     | 2                      | 0                      | 24       | -40    | 2           | 0          |
| B. Velta             | 0           | 0           | 0           | 0           | 0                  | 0                  | 0                  | 0                  |               |               |               |               | 0                      | 0                      | 0                      | 0                      | 0        | 0      | 0           | 0          |